# ميركو يوفيتش
ميركو يوفيتش هو سياسي صربي، ولد في 13 أغسطس 1959. نشط حزبياً في Serbian National Renewal ‏.